# Синагога у улици Казинци
Синагога у улици Казинци (мађ. Kazinczy utcai zsinagóga) је грађена у сецесионистичком стилу између 1912. и 1913. године. Налази се у седмом округу Будимпеште. Предствља синагогу ортодоксног усмерења.

## Историја
Идеја за градњу нове синагоге настала је 1909. године, након што су се крајем 19. века Јевреји у Пешти поделили на три конгрегације. Плац у улици Казинци, који је био у власништву Аутономне ортодоксне јеврејске заједнице Пеште је изабран као погодно место за градњу. Старешине заједнице су 25. јуна 1909. године објавиле конкурс за архитектонска решења која би у једном комплексу поред синагоге, обухватала и седиште верске заједнице, забавиште, школу и јавну кухињу. Комисија је 1. новембра, који је био крајњи рок изабрала решења Јожефа Поргеса и Шандора Шкултетског, Емила Агоштона, Шандора Лефлера и Беле Лефлера. На крају друге рунде надметања у априлу 1910. године,  комисија је препоручила рад Поргеса и Шкултетског али сама заједница се није сложила и у мају исте године је надгласала одлуку и прихватила архитектонско решење браће Лефлер. За трошкове изградње издвојено је 650 000 круна а детаљно архитектонско решење Лефлерових је одобрено 8. новембра 1910. године. Након овога започиње изградња.